# Guerra del Tigrè
La guerra del Tigrè è stato un conflitto iniziato il 3 novembre 2020 in Etiopia, tra le forze del Fronte Popolare di Liberazione del Tigrè (FPLT; in inglese: TPLF) e quelle del Governo Federale Etiope, con a capo il primo ministro Abiy Ahmed Ali, conclusosi il 3 novembre 2022.

## Antefatti

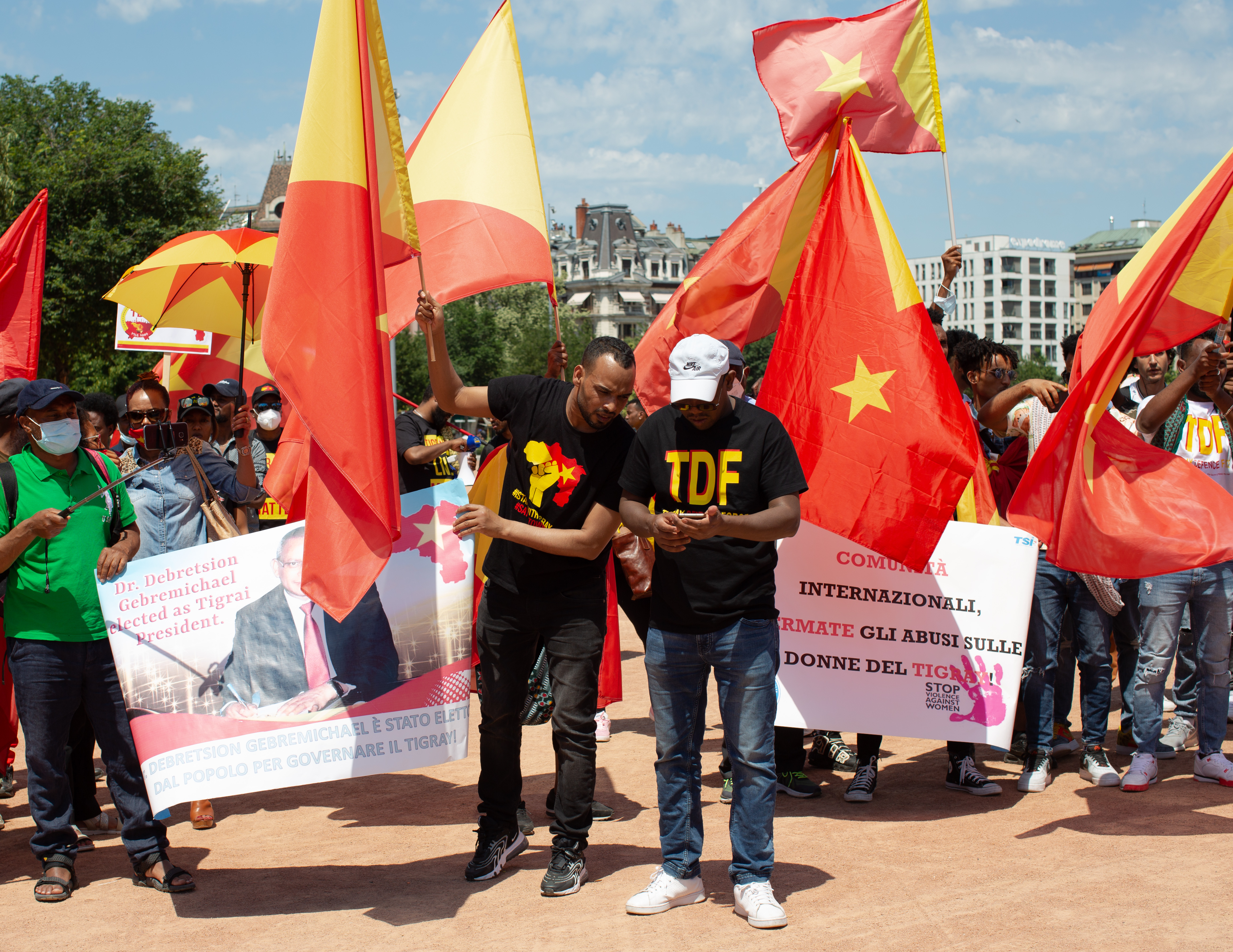
Una manifestazione prima del conflitto etiope-tigrino

Nel maggio del 1991 la Repubblica Popolare Democratica d'Etiopia (RPDE) era stata rovesciata da una coalizione di gruppi ribelli armati etiopi, che si erano uniti sotto la bandiera del Fronte Democratico Rivoluzionario Popolare Etiope (EPRDF) per combattere il regime etiope in difficoltà. 
Tra questi gruppi, organizzati su base etnica, il Fronte Popolare di Liberazione del Tigrè - TPLF era di gran lunga quello più grande ed efficiente, tanto da assumere un ruolo predominante nel governo di coalizione che da allora governò il paese, con la promessa di portare la democrazia, la riabilitazione politica, la liberalizzazione economica e il riconoscimento dei diritti umani in Etiopia.
Dopo tre decenni di egemonia tigrina ai vertici del governo di coalizione etiope, era cresciuto il malcontento all'interno nel paese, soprattutto tra i due gruppi etnici più grandi – Oromo e Amhara – che arrivò a minacciare il delicato compromesso etnico alla base della costituzione del 1994. I rappresentanti di queste due comunità unirono le proprie forze per sconfiggere il TPLF, e marginalizzarlo all’interno della coalizione di governo, convergendo nell'elezione di Abiy Ahmed Ali, di origine oromo mista, che alla fine venne nominato primo ministro nel 2018.
Abiy Ahmed Ali prese il potere in Etiopia nel 2018, promettendo di liberalizzare l'economia statale, e supervisionando riforme che liberarono migliaia di prigionieri politici, giornalisti e attivisti dell’opposizione. 
Nel novembre 2019, su impulsto del primo ministro Abiy Ahmed, fu fondato il nuovo Partito della Prosperità, cui aderirono tutti i partiti del Fronte Democratico Rivoluzionario del Popolo Etiope, il partito che per oltre trent'anni aveva governato il paese, tranne il Fronte Popolare di Liberazione del Tigrè, che considerò questa unione illegale, e perciò non vi prese parte.
A causa dell'epidemia di coronavirus, a fine marzo del 2020 il Consiglio elettorale nazionale dell'Etiopia rinviò a data da destinarsi le elezioni parlamentari previste per agosto di quell'anno, una decisione che fu criticata dalle opposizioni. Il 10 giugno 2020 il parlamento etiope autorizzò il primo ministro Abiy Ahmed a rimanere in carica oltre la fine prevista del suo mandato, nonostante il FPLT avesse minacciato di tenere proprie elezioni nella regione del Tigrè, in risposta alla sospensione delle elezioni di agosto. La mossa della camera alta attirò le critiche dei leader dell’opposizione, che accusarono Abiy di usare la pandemia per prolungare il proprio mandato, e chiesero la formazione di un Governo provvisorio o di transizione per guidare il paese alle elezioni.
Mentre la pandemia di COVID-19 colpiva duramente l'economia della nazione, le tensioni sociali crescevano. La morte del cantante oromo Hachalu Hundessa, ucciso a colpi di arma da fuoco il 29 giugno nella capitale Addis Abeba, innescò manifestazioni e violenze fra diversi gruppi etnici nella regione di Oromia, che andarono avanti per giorni, causando almeno 167 feriti gravi, 166 morti (di cui 155 civili e 11 membri delle forze di sicurezza) e circa 1 084 arresti, compresi molti leader politici di opposizione. Tra questi ultimi Jawar Mohammed, il leader di un gruppo oromo considerato il principale rivale del Primo Ministro, e Lemma Megersa, ex ministro della Difesa del governo del Primo Ministro, licenziato per aver “violato la disciplina di partito”, e in seguito messo agli arresti domiciliari. Nel corso delle proteste, inoltre, il governo è stato accusato più volte di aver fatto uso di sistemi per bloccare internet in tutto il paese o in alcune regioni.
I leader dello stato settentrionale del Tigrè decisero quindi di tenere le elezioni regionali all’inizio di settembre, contro il volere del governo. Il FPLT vinse tutti i seggi disponibili nel Parlamento regionale, fatto questo che secondo alcuni analisti avrebbe potuto rappresentare il primo passo verso la secessione dello stato del Tigrè dall'Etiopia.
Mentre la tensione tra il governo ed il FPLT continuava a crescere, il 3 novembre 2020 il governo del Tigrè impedì a un generale nominato dal Primo Ministro di assumere il suo incarico militare. Lo stesso giorno, dopo che le forze del Tigrè avevano lanciato attacchi alle basi governative del Comando Nord, e dopo che il parlamento federale etiope aveva suggerito di dichiarare il FPLT una organizzazione terroristica, il Primo Ministro Abiy Ahmed dichiarò lo stato di emergenza nella regione.

## Cronologia del conflitto

La mappa mostra l'offensiva nel Tigrè delle forze alleate dell'Etiopia, 4-28 novembre 2020

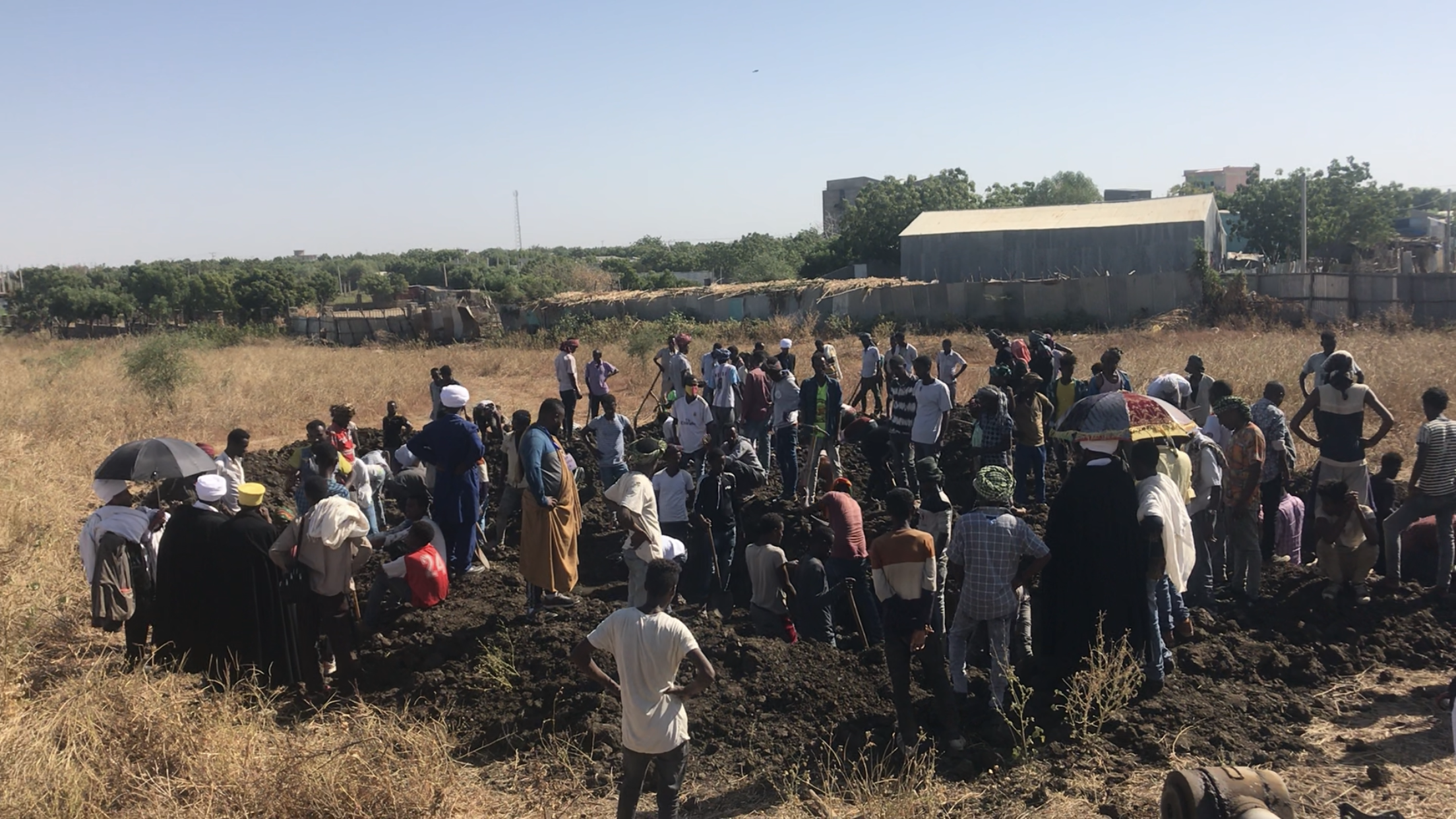
Servizio funebre per le persone uccise nel massacro di Mai-Kadra

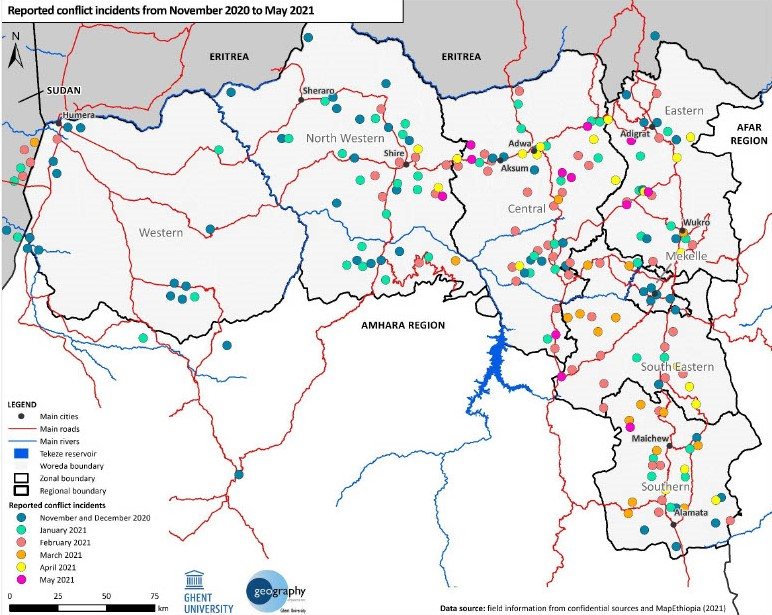
Mappa degli scontri nel Tigrai tra novembre 2020 e maggio 2021

### Primi scontri (3-28 novembre 2020)
Nella notte tra il 3 novembre e il 4 novembre il FPLT attaccò e prese il controllo del Comando Nord della Forza di difesa nazionale etiope (FDNE) nella capitale regionale del Tigrè, Macallè. Nell'attacco furono uccisi molti soldati e, in risposta, il 4 novembre il primo ministro Abiy Ahmed ordinò una offensiva militare ed impose lo stato d’emergenza per sei mesi nella regione. Inoltre, furono sospesi i collegamenti telefonici e ad Internet della popolazione locale. Nei giorni seguenti seguirono le prime schermaglie al confine con la regione di Amhara, in cui l'esercito federale etiope fu supportato tramite attacchi aerei. Il 7 novembre, la camera alta del parlamento etiope votò per sciogliere il governo del Tigrè, dichiarandolo illegittimo, e per istituire un governo ad interim nella regione.
Nella notte tra il 9 e il 10 novembre, ci fu un massacro di civili nella cittadina di Mai-Kadra, una zona nel nord del paese al confine con il Sudan, contesa tra i Tigrini e gli Amhara. Amnesty International denunciò l'uccisione di circa 500 civili, principalmente appartenenti all'etnia Amhara, pugnalati o colpiti a morte e lasciati in strada. Secondo alcune testimonianze raccolte dalla ONG, ma non confermate, l'attacco sui civili fu attuato da milizie fedeli al FPLT. Tra gli scontri crescenti, l'Agenzia ONU per i rifugiati riportò come già nelle prime fasi del conflitto migliaia di civili fuggirono verso il vicino Sudan.
Il 13 novembre il FPLT attaccò con dei razzi i due aeroporti di Gondar e Bahar Dar, nella regione di Amhara, danneggiando solo parzialmente il primo, e il 14 novembre lanciò altri tre razzi verso un aeroporto di Asmara, la capitale dell'Eritrea, senza colpirlo; l'Eritrea era infatti accusata dal FPLT di aver inviato i propri soldati oltre il confine in supporto del governo centrale etiope.
Il 15 novembre il governo etiope dichiarò di aver preso il controllo di Alamata, al confine con la regione di Amhara, e Humera. Tra il 17 e il 20 novembre le forze etiopi continuarono ad avanzare in direzione di Macallè da nord ovest, conquistando le città di Shire, e poi anche di Axum e Adua, fino a bombardare anche la stessa capitale della regione.
Il 23 novembre, le forze etiopi raggiunsero la capitale regionale di Macallè e la circondarono. Un portavoce militare dell'Etiopia, il colonnello Dejene Tsegaye, annunciò che Mekelle sarebbe stata bombardata, e disse ai civili di fuggire dalla città perché le forze etiopi non avrebbero mostrato pietà.
La mattina del 28 novembre, nonostante i leader e le forze speciali del TPLF avessero già lasciato la città, le forze etiopi continuarono il loro assalto diretto a conquistare Macallè, e iniziarono a bombardare pesantemente la città. In serata, il primo ministro dichiarò che le forze etiopi avevano preso il pieno controllo della città. In totale, furono uccisi 27 civili e altri 100 furono feriti. Il governo del Tigray promise di continuare a combattere.

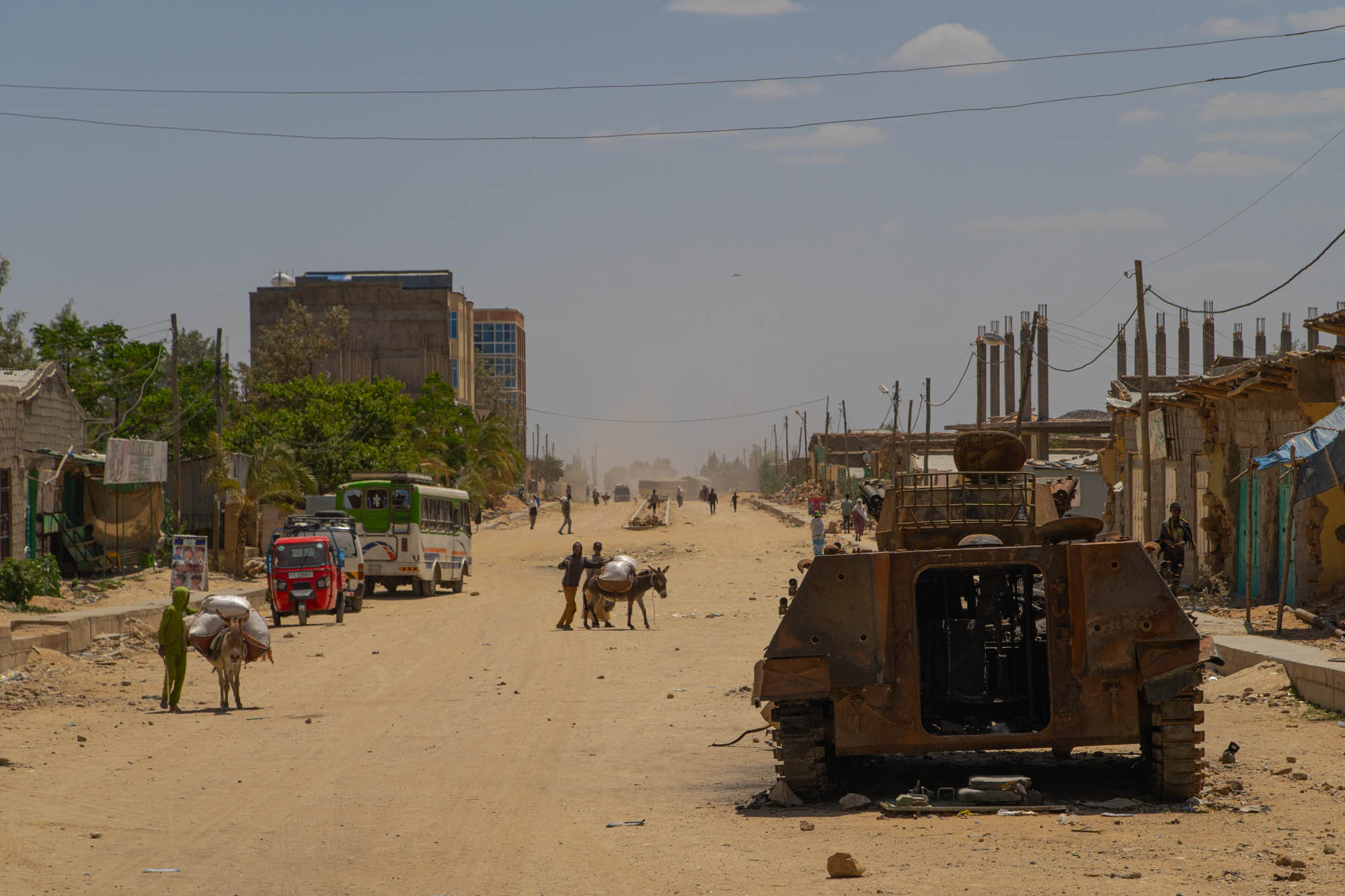
Un momento del conflitto etiope-tigrino nel luglio del 2021

### Guerriglia dei tigrini (novembre 2020 - maggio 2021)
Dopo che le forze federali etiopi e i loro alleati catturarono Macallè e altre grandi città, le forze fedeli al governo del Tigray iniziarono a raggrupparsi nelle aree montuose della regione e si riorganizzarono sotto la bandiera delle Forze di difesa del Tigray (TDF). La ritirata fu in parte causata dal fatto che gran parte dell'artiglieria della TDF era stata distrutta dagli attacchi aerei. La TDF iniziò anche a scavare fortificazioni nelle zone rurali del Tigray da loro controllate, dando inizio ad una campagna di guerriglia contro le forze alleate etiopi.
Il 28 novembre soldati dell'esercito eritreo, storicamente avversi ai confinanti abitanti del Tigrè, entrarono nella città di Axum, uccidendo centinaia di civili (circa 800) sparandogli nelle strade o nelle loro case, rastrellate una ad una. Il 30 novembre l'esercito eritreo si sarebbe poi reso colpevole dell'uccisione di circa 80-150 civili nella città di confine di Idaga Hamus; controversa è la notizia che a questi combattimenti nel Tigrè abbiano preso parte anche soldati somali, presenti in Etiopia all'interno di accordi di formazione bellica.
A metà dicembre, i combattimenti avevano raggiunto le città di Hagere Selam, Samre, Dogu'a, Kolla Tembien, May Tsemre e le località intorno a Mai Ceu Durante questo periodo le forze etiopi, insieme ai soldati eritrei, istituirono un coprifuoco imposto con la violenza. Secondo il Europe External Programme with Africa (Programma Esterno Europeo con l'Africa) dell'Unione europea, a Ugorò furono uccise oltre 200 persone, dopodiché la città rimase deserta. Il governo etiope negò il proprio coinvolgimento nel massacro.
Nel gennaio del 2021 i combttimenti tra governo federale e tigrini si concentrarono intorno a Mekelle, segno che la guerra era in corso, nonostante i proclami del governo federale, in cui si sosteneva che la regione del Tigrè fosse sotto il suo controllo.
Nel febbraio 2021, il coordinatore capo degli sforzi umanitari delle Nazioni Unite Mark Lowcock ha dichiarato che il 40% del territorio del Tigray non era controllato dalle truppe del governo centrale etiope, che da parte sua negava ogni coinvolgimento dell'Eritrea nella regione.
Pur nelle difficoltà legate alla verifica delle fonti, l'Università di Gand stimò che almeno 2 000 persone furono uccise durante attacchi condotti da soldati del governo federale come da ribelli tigrini, nel marzo del 2021, con episodi di uccisioni sommarie.
I combattimenti si intensificarono all'inizio di aprile; a questo punto, l'esercito del Tigray aveva il controllo delle aree rurali centrali e meridionali del paese, oltre ad alcune zone del Tigray orientale e sud-orientale, mentre le forze del governo centrale avevano il controllo delle principali vie di comunicazione e delle aree urbane. Le forze della regione amhara ed eritree controllavano altre parti del Tigray, rispettivamente a ovest e nord. Tutti i contendenti si stavano preparando per un lungo conflitto armato.
A maggio il parlamento dell'Etiopia dichiarò il Fronte Popolare di Liberazione del Tigrè e l'Oromo Liberation Army (un gruppo armato d'opposizione al governo centrale della Regione di Oromia) organizzazioni terroristiche.

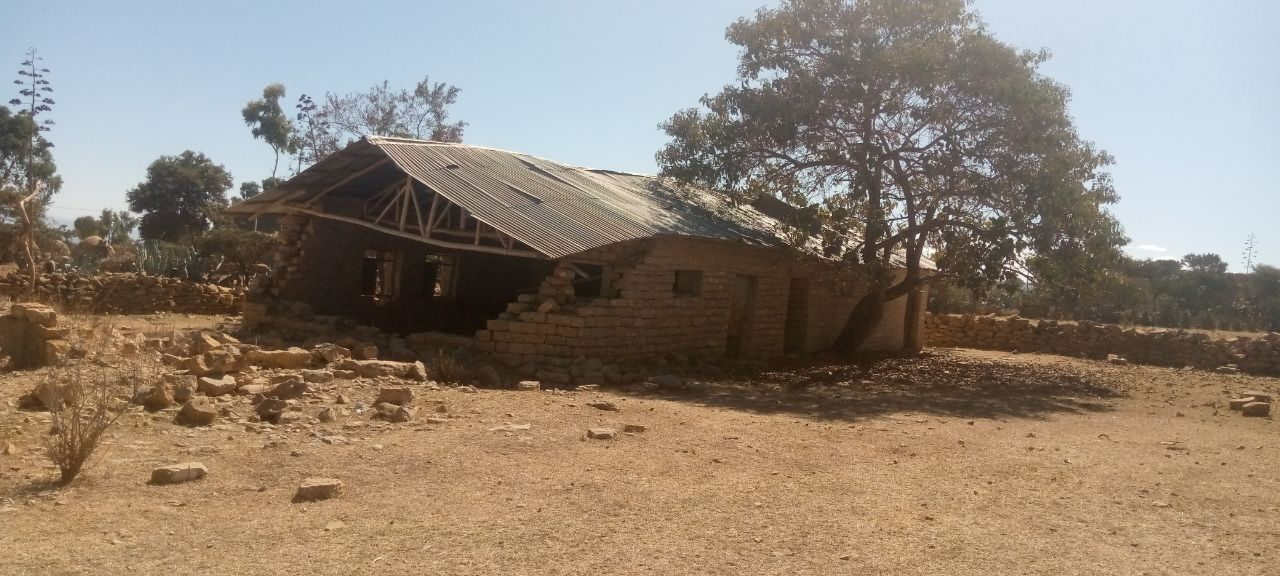
Scuola di Addilal, bombardata da aerei del governo centrale etiope - giugno 2021

### Controffensiva dei tigrini (giugno 2021 - novembre 2021)
Il 22 giugno 2021 un aereo cargo militare etiope fu abbattuto sopra Samre, segnando una svolta della guerra a favore dell'esercito tigrino. Il 28 giugno 2021 le forze di difesa del Tigray (TDF) ripresero il controllo della capitale regionale di Macallè, catturando oltre 6 000 soldati etiopi. Soldati, polizia e amministratori etiopi furono visti allontanarsi, prima dell'occupazione da parte delle TDF.
Per la fine di giugno 2021 i Tigrini erano entrati nella città di Shire, a circa 140 chilometri a nord-ovest di Macallè, controllando così la maggior parte del paese. Nello stesso momento il governo centrale etiope, sostenendo che sarebbe rientrata a Macallè, annunciò che tutte le forze eritree si erano ritirate dalla regione, sebbene mancasse ancora la conferma dal governo eritreo.

Offensiva del Tigré di luglio-agosto 2021

A luglio 2021 il governo del Tigray iniziò una nuova mobilitazione per riprendere il Tigray occidentale dalle forze occupanti della regione di Amhara. A metà luglio le forze del TDF ripresero le zone del Tigray meridionale, comprese le città di Alamata e Korem. In seguito alla rapida avanzata delle TDF, il governo centrale invitò altre regioni dell'Etiopia a mobilitare le loro forze speciali; a rispondere all'appello furono le regioni Oromia, Sidama e SNNPR.
Dal 17 al 19 luglio le forze della TDF iniziarono a lanciare attacchi nella regione nord orientale di Afar, spingendo le altre regioni di Benishangul-Gumuz, Gambella, Harar e dei Somali ad unirsi alla guerra. I pesanti combattimenti nell'Afar occidentale causarono lo sfollamento di oltre 54 000 persone, e portarono la TDF a catturare tre distretti della regione.
Nell'agosto 2021 l'esercito del Tigré entrò nella Regione degli Amara, conquistando le città di Ualdia e Lalibela. Inoltre la Forza di difesa del Tigré (TDF) e l'Esercito di Liberazione Oromo (OLA) annunciarono un'alleanza per rovesciare il governo di Abiy Ahmed, affermando che erano in trattative con altri gruppi ribelli per formare una "grande coalizione".
Nel settembre del 2021, mentre il governo centrale etiope dichiarava di aver sconfitto le forze tigrine presenti nella regione dell'Afar, il TDF sosteneva di non aver subito alcuna sconfitta, ma di aver riposizionato le proprie forze nella regione Amhara.

Offensiva del Tigré di ottobre-novembre 2021

Il mese successivo, preceduto da un'intensa campagna aerea e sostenuto dalle forze alleate, l'esercito federale etiope inizia una intensa campagna militare terrestre, volta a riconquistare le zone sotto il controllo del TDF; la violenza degli scontri creò forte preoccupazioni a livello internazionali, per le prevedibili ripercussioni negative sulla popolazione civile. Sempre nell'ottobre del 2021, le forze tigrine si spinserò ancora più a sud nella Regione degli Amhara, conquistando Combolcià e Dessiè, mentre gli alleati dell'OLA entravano a Kemise, a circa 140 chilometri a nord-est della capitale Addis Abeba.
Nel novembre del 2021, mentre la controffensiva dei Tigrini si spingeva più in profondità nel territorio controllato dal governo federale, questo dichiarò uno stato di emergenza di sei mesi, che prevedeva la possibilità di arrestare e detenere gli oppositori del governo senza un mandato del tribunale, di imporre il coprifuoco, di limitare la libertà di movimento e di chiamare qualsiasi persona adulta a combattere in guerra. Altri quattro governi regionali, alleati al governo federale, emanarono una chiamata alle armi. Nell'altro campo, il TPLF, l’OLA e altri gruppi ribelli, crearono una coalizione di opposizione al governo centrale, chiamata Fronte unito delle forze federaliste e confederaliste etiopi.

### Controffensiva governativa (novembre 2021 - novembre 2022)
Dall'ultima settimana di novembre le forze del governo centrale etiope, e quelle a loro alleate, ripresero l'iniziativa, riuscendo prima a fermare l'avanzata dei tigrini, poi a riconquistare le città da questi occupate; per la fine di dicembre il governo federale aveva sostanzialmente respinto con successo l'incursione tigrina diretta verso la capitale Addis Abeba, con le forze del Tigray respinte all'interno della regione del Tigray.
Il 20 dicembre 2021, confermando che le proprie forze erano rientrate nel Tigray, il TPLF chiese la creazione di una no fly zone sul Tigray, come condizione per intavolare le trattative di pace. Nonostante il governo centrale eritreo avesse dichiarato la propria intenzione di non avanzare nel Tigray, nel gennaio 2022 l'aeronautica militare etiope condusse una campagna area nel Tigray, causando oltre 100 morti uccisi durante i bombardamenti aerei. Negli stessi giorni il governo etiope rilasciò diversi leader dell’opposizione, tra cui alcuni del TPLF, affermando di voler iniziare a trattare con la leadership del Tigray.
Il 24 marzo 2022 il governo etiope dichiarò una tregua umanitaria a tempo indeterminato, al fine di consentire la consegna di aiuti umanitari nel Tigray. Durante il cessate il fuoco, il governo etiope e il TPLF del Tigray iniziarono le trattative per giungere alla fine della guerra. Particolarmente difficili furono le trattative relative alla presenza di truppe filogovernative nella zona occidentale del Tigray e il ripristino dell'accesso ai servizi pubblici di base nel Tigray, tanto che i colloqui furono presto caratterizzati da ostilità sempre crescenti tra le parti negoziali. 

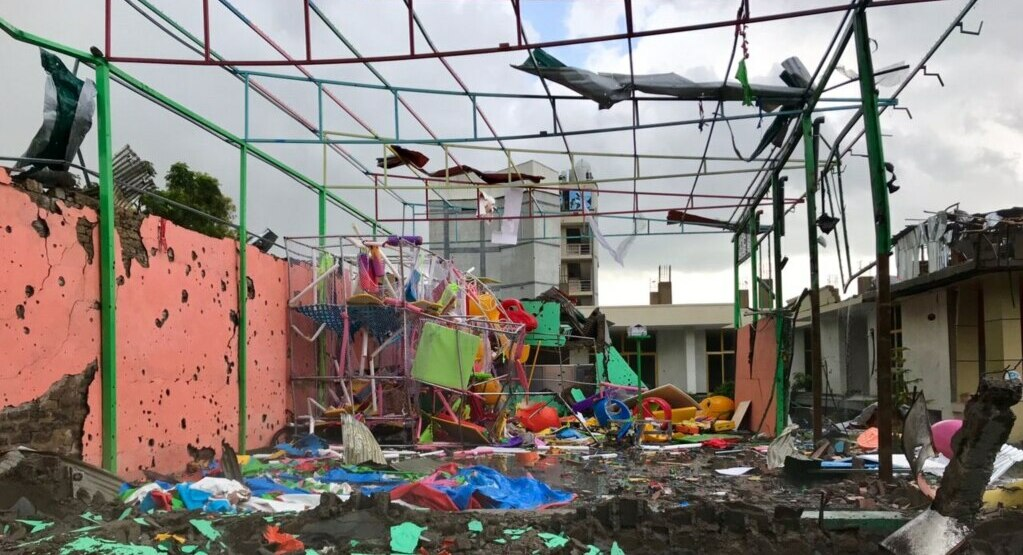
Parco giochi di Macallè, distrutto da bombardamenti nell'agosto del 2022

Nell'agosto del 2022 le trattive si deteriorarono ulteriormente, tanto che ripresero i combattimenti. Questi si svolsero nell'area di confine che collega Tigray, Amhara e Afar, con le parti in causa che si accusavano vicendevolmente per il fallimento delle trattative di pace. La situazione generale era poi aggravata dalle morti tra le popolazioni civili, che si trovavano ad affrontare anche una grave carenza di cibo.
Ad inizio ottobre del 2022 l'Eritrea intensificò i propri attacchi, con il governo del Tigray che accusava gli eritrei di azioni ai danni delle popolazioni civili. In questo momento di massima pressione, con il Tigrè attaccato su tre fronti, il governo tigrino mobilitò i suoi cittadini, invitando ogni persona abile a unirsi alla lotta. Le stime collocano il numero delle vittime a oltre 90 000 in un solo mese di guerra.
A metà ottobre, mentre si apprestavano i colloqui di pace a Pretoria in Sudafrica, le forze etiopi ed eritree avevano preso le città tigrine di Shire, strategica per la presenza di un aeroporto, Alamata e Korem, con le forze eritree accusate di aver attaccato le popolazioni civili.
Il 25 ottobre 2022, il presidente della Commissione dell'Unione Africana, Moussa Faki, annunciò erano iniziati i colloqui di pace. Nonostante lo scetticismo iniziale il 2 novembre l’Etiopia e il TPLF annunciarono di aver firmato un accordo per la cessazione delle ostilità.

## Trattati di pace
Sebbene la guerra non fosse ancora del tutto conclusa, il 2 novembre 2022 il governo etiope e i leader del Tigrè hanno firmato un accordo di pace a Pretoria in Sudafrica, con l'Unione Africana come mediatrice fra le parti. L'accordo è entrato in vigore il giorno successivo, il 3 novembre, in occasione del secondo anniversario della guerra.
In effetti gli accordi di pace di Pretoria rappresentano più un accordo di "cessate il fuoco" che veri e propri accordi di pace, dato che lasciano irrisolte alcune importanti questioni, come il rientro in patria dei soldati eritrei, al fianco del governo centrale etiope durante la guerra civile, o l'assetto amministrativo del Tigray occidentale, conteso tra Tigray e Amhara.